# Guardajuramentos
«Guardajuramentos» es el cuarto episodio de la cuarta temporada de la serie televisiva de HBO, Juego de tronos. El episodio fue dirigido por Michelle MacLaren y escrito por Bryan Cogman. Fue emitido el 27 de abril de 2014. El título hace referencia a la espada Guardajuramentos que le es entregada por Jaime Lannister a Brienne de Tarth.
Daenerys Targaryen se apodera de Meereen con la ayuda de los esclavos de la ciudad. Tyrion Lannister espera para afrontar su juicio por el asesinato de Joffrey, mientras su hermano Jaime Lannister se dispone a cumplir con su juramento hecho a Catelyn Tully. Mientras tanto, en el norte del Muro, Jon Nieve planea eliminar a los amotinados en el Torreón de Craster.

## Argumento

### En Meereen
Gusano Gris (Jacob Anderson) y Missandei (Nathalie Emmanuel) practican la Lengua Común y ganan confianza el uno con el otro. Daenerys Targaryen (Emilia Clarke) tiene un plan para conquistar Meereen.
Gusano Gris se infiltra a través de las cloacas de Meereen para convencer a los esclavos de la ciudad de que se rebelen contra sus Amos. Muchos esclavos tienen miedo de levantarse contra los Amos, sabiendo cuáles serían las consecuencias de hacerlo, pero Gusano Gris los persuade. Esa misma noche, los esclavos abren las puertas de la ciudad y cuelgan el estandarte de la Casa Targaryen sobre la Gran Pirámide de Meereen; Daenerys es recibida como una libertadora. Como represalia por las crucifixiones que hicieron los Amos, ella ordena que un Amo sea crucificado en los mismos lugares que ellos lo habían hecho.

### En Desembarco del Rey
Jaime Lannister (Nikolaj Coster-Waldau) y Bronn (Jerome Flynn) continúan con su entrenamiento para que Ser Jaime mejore con la mano izquierda.
Jaime visita a Tyrion (Peter Dinklage) en prisión. Jaime quiere saber si él asesinó al rey realmente, pero Tyrion lo sigue negando. Éste sabe que Cersei no parará hasta verlo muerto, y por eso sabe que el juicio que se celebrará es una farsa.
Margaery Tyrell (Natalie Dormer) ahora está comprometida con el nuevo rey. Lady Olenna (Diana Rigg) afirma que Cersei ya estará intentando poner a Tommen en su contra, por lo que debe apresurarse en ganarse su confianza. También confiesa que fue la instigadora del asesinato del rey Joffrey, pues nunca permitiría que Margaery se hubiera casado con alguien tan cruel como él.
Cersei (Lena Headey) sigue insistiendo a Jaime de que mate a Tyrion, pero él afirma que Tyrion no lo hizo. Tratando de cumplir con el juramento que le hizo a la difunta Catelyn Stark, Jaime le entrega su espada de acero valyrio, Guardajuramentos, a Brienne de Tarth (Gwendoline Christie), encomendándole la tarea de buscar a Sansa Stark con la ayuda de Podrick Payne (Daniel Portman), el escudero de Tyrion.
El nuevo rey Tommen Baratheon (Dean-Charles Chapman) recibe la inesperada visita de su prometida en sus aposentos.

### En el Valle de Arryn
Sansa (Sophie Turner) y Meñique (Aiden Gillen) continúan en su viaje en barco hacia el Valle de Arryn. Meñique le confiesa que él fue el responsable del asesinato; Sansa no entiende por qué lo ha hecho, y Meñique afirma simplemente que Joffrey no era un aliado confiable. También confiesa haber hecho nuevos amigos que también estaban interesados en que Joffrey desapareciera.

### En el Muro
Jon Nieve (Kit Harington) dirige el adiestramiento de los nuevos reclutas de la Guardia de la Noche, lo que causa el enojo de Ser Alliser Thorne (Owen Teale). Jon conoce a Locke (Noah Taylor), el hombre enviado por los Bolton para buscar y matar a los pequeños Bran y Rickon Stark, que se hace pasar por un recluta más para ganarse la confianza de la Guardia.
Samwell Tarly (John Bradley-West) se arrepiente de haber enviado a Elí a Villa Topo, pero Jon le insiste en que hizo lo correcto.
Ser Alliser le dice a Jon que autorizará el ataque sobre los amotinados del Torreón de Craster, pero que no obligará a nadie a seguirlo. Se presentan varios voluntarios para acompañar a Jon en su misión: Grenn, Pypar, Eddison Tollett... y Locke.

### En el Torreón de Craster
Karl Tanner (Burn Gorman) dirige a los amotinados en el Torreón con puño de hierro, incluso ha convertido el cráneo del difunto Lord Comandante Mormont en un cuenco para el vino. Los amotinados abusan también de las mujeres de Craster. Tanner le ordena a uno de sus hombres, Rast (Luke Barnes), que entregue a uno de los hijos de Craster en sacrificio a los Caminantes Blancos.
Bran Stark (Isaac Hempstead-Wright) y los demás están cerca del Torreón de Craster. Bran sabe que los desertores han capturado a Fantasma e insiste en no marcharse sin liberarlo, pero son capturados por los amotinados. Interrogado por Tanner, Bran reconoce ser un Stark.
Mientras tanto, el bebé de Craster es llevado por los Caminantes Blancos a un lugar desconocido. El Rey de la Noche lo convierte en uno de los suyos.

## Producción
El capítulo se basó en varios capítulos del libro Tormenta de espadas: capítulos 61, 68, 71 y 72. Existe una gran cantidad de contenido original que no aparece en los libros: el encuentro entre Gusano Gris y Missandei, las escenas de los amotinados del Torreón de Craster y la escena final del Rey de la Noche.

## Recepción

### Audiencia
"Guardajuramentos" estableció un nuevo récord de audiencia hasta el momento, con 6.95 millones de personas durante el estreno. 

### Crítica
El episodio fue aclamado por la crítica, con un 97% de críticas positivas de 36 votaciones según Rotten Tomatoes, y agregaron "'Guardajuramentos' es una entrega sólida de Game of Thrones: un capítulo que cuenta con una dirección segura, escenas de acción fuerte y desarrollo interesante de las tramas".
Eric Goldman y Roth Cornet de IGN comentaron que el episodio fue un "cambio de juego" ya que la serie difiere de los libros más que cualquier otro episodio de la serie.
Escribiendo para The A.V Club, Todd VanDerWerff y Erik Adams le dieron al episodio una "B". VanDerWerff comentó que las escenas entre Jaime y Cersei "parecen querer realmente que pensemos que lo que sucedió la semana pasada no fue una violación" y se preguntó "si el programa lo reconocerá".